# Karl Hans Strobl

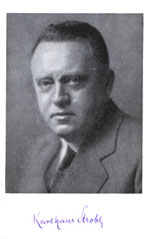
Karl Hans Strobl.

Karl Hans Strobl, född 18 januari 1877 i Jihlava, död 10 mars 1946 i Perchtoldsdorf vid Wien, var en österrikisk författare.

## Biografi
Strobl studerade i Prag filosofi och juridik, blev juris doktor, inträdde i statstjänst och blev finanskommissarie; därjämte var han verksam som kritiker och tidskriftsutgivare. Han debuterade 1901, hade stor framgång med en studentroman från Prag, Die Vaclavbude (1902; 4:e upplagan 1904), och var sedan mycket flitig som författare av romaner och noveller (bland andra Der Fenriswolf, 1903, Die Eingebungen des Arphaxat, 1904, Bedenksame Historien, 1907, Eleagabal Kuperus, 1910, Der brennende Berg, samma år, Die knöcherne Hand, 1911, Die vier Ehen des Matthias Merenus, 1913, Bismarck, 3 band, 1915-1917, och Madame Blaubart, 1915), reseskisser, skådespel (bland andra Die Nibelungen an der Donau, 1907), litterära uppsatser om Arno Holz (1902), Bettina von Arnim (1906) med flera. 
Strobl var under första världskriget anställd i österrikiska krigspresskvarteret och gav ut en hel del av sina skisser i bokform: Ein gute Wehr und Waffen (1915), Zwischen Weichsel und Karpathen (samma år) och Der Krieg im alpenrot (1916), vidare Lemuria (1917), Verlorene Heimat (1920), Der dunkle Ström (1922) och Der verruchte Schwerpunkt (1923). Ruben Berg skriver i Nordisk Familjebok: "S., som tillhör den grupp yngre författare, hvilka påverkats af E. T. A. Hoffmann och hans efterföljare, är också en skicklig och intresserande berättare."
Strobl inträdde år 1933 i den österrikiska motsvarigheten till Nationalsocialistiska tyska arbetarepartiet (NSDAP).